# Monumento a los Veteranos de Vietnam
El Monumento a los Veteranos de Vietnam (en inglés, Vietnam Veterans Memorial) es un monumento nacional de los Estados Unidos que se encuentra en Washington D. C., y honra a los miembros de las Fuerzas Armadas de los Estados Unidos que sirvieron en la Guerra de Vietnam. Se compone de 3 partes separadas: la Estatua de los Tres Soldados, el Monumento a las Mujeres de Vietnam y la Pared Conmemorativa a los Veteranos de Vietnam, que es la parte más conocida de este monumento. Se llama popularmente Vietnam Memorial, la Pared de Vietnam o la Pared.
La parte principal se completó en 1982 y se encuentra en los Jardines de la Constitución, al lado del National Mall, en el lado noreste del Monumento a Lincoln. El Servicio Nacional de Parques de los Estados Unidos mantiene el Monumento a los Veteranos de Vietnam, que recibe cerca de 3 millones de visitantes al año. 
La Pared Conmemorativa fue diseñada por la arquitecta estadounidense Maya Lin. Luego de arduos debates en los que la propia Lin fue la protagonista, defendiendo su proyecto y su postura, ante todos los medios e incluso frente al Congreso norteamericano, el proyecto fue llevado a cabo en 1982 transformándose en uno de los monumentos más visitados por los estadounidenses. El monumento, un gran tajo con forma de V, que apunta hacia los memoriales de Washington y de Lincoln, construido con granito pulido negro, sobre el que se tallaron los nombres de más de 58000 americanos muertos y desaparecidos durante la guerra, actúa como una herida en la tierra que simboliza la gravedad de la pérdida.
La simpleza y la fuerza de la propuesta, opera como un elemento de identificación directa de los visitantes al verse reflejados sus rostros que se entremezclan con los nombres de aquellos que ya no están.

## Galería
| |
| Vista aérea del Monumento a los Veteranos de Vietnam tomada el 26 de abril de 2002 por el "United States Geological Survey". Los puntos visibles junto al muro quebrado son visitantes. |

|                                                                |
| Visitantes accediendo al Monumento a los Veteranos de Vietnam. |

|                                                   |
| Ofrenda de banderas y flores a los pies del muro. |

|                                                               |
| Fragmento de las inscripciones con los nombres de los caídos. |

|                                          |
| Un visitante tocando uno de los nombres. |

## Vandalismo
Ha habido cientos de incidentes de vandalismo en el Memorial. Algunos de los más notables son los siguientes:
- En abril de 1988, se encontró una esvástica y varios rasguños en dos de los paneles.[3]
- En 1993, alguien quemó uno de los puestos del directorio a la entrada del monumento.[4]
- El 7 de septiembre de 2007, los guardianes del parque encontraron una sustancia oleaginosa sobre los paneles de la pared y las piedras del pavimento. El fundador del Memorial, Jan Scruggs deploró la escena, calificándola de «acto de vandalismo sobre uno de los lugares sagrados de Estados Unidos». El proceso de limpieza tardó varias semanas en completarse.[4]